# 新潟県道421号天納川口線
新潟県道421号天納川口線（にいがたけんどう421ごう てんのうかわぐちせん）は、新潟県長岡市川口内を通る一般県道である。

## 概要

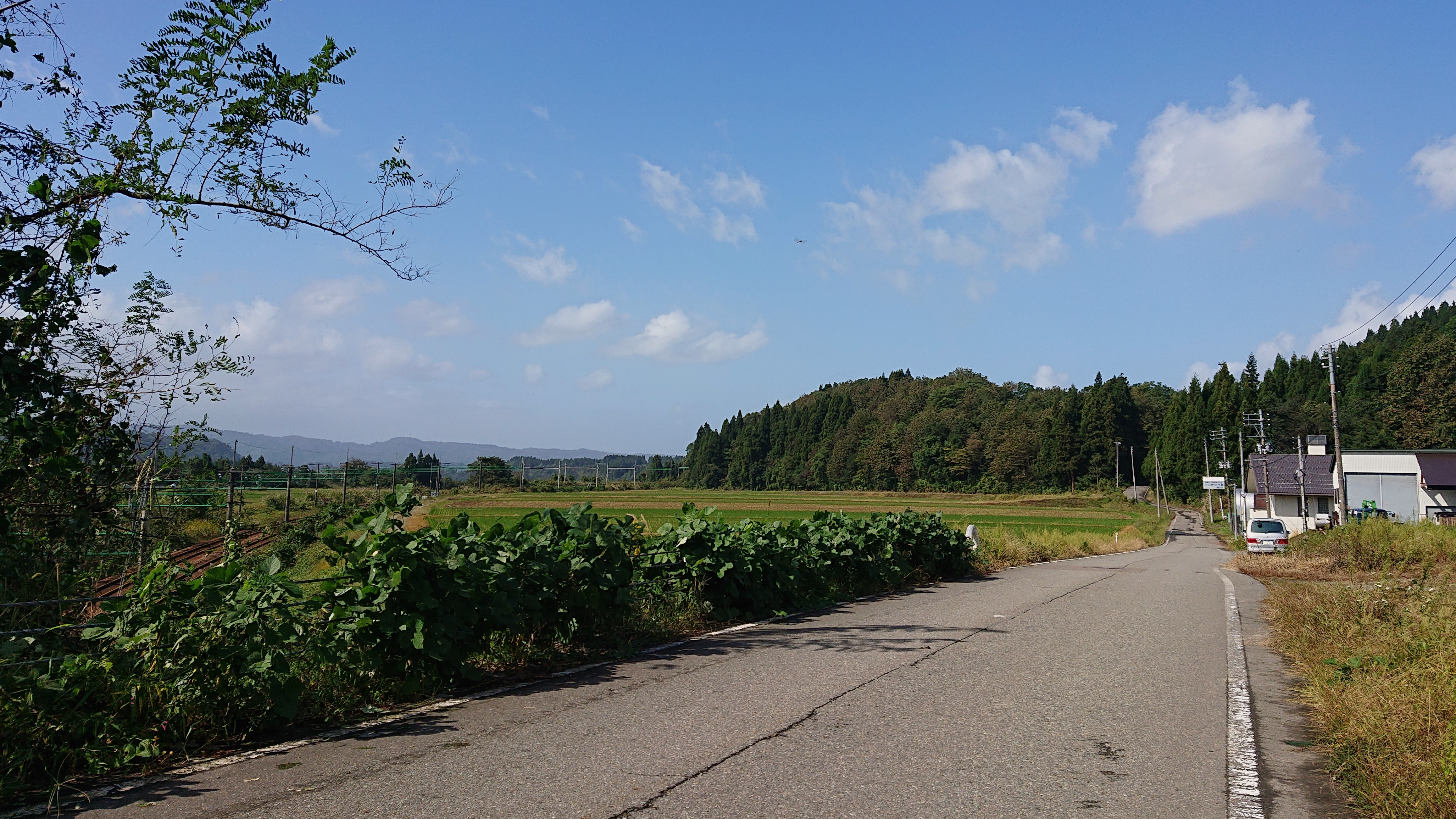
新潟県道421号天納川口線現況

信濃川と魚野川の合流部付近の右岸を通る。大部分が国道17号の旧道であり、そのため始終点共に国道17号との合流となる。国道17号旧道のルートと、途中牛ケ島地内を経由するルートを持つ。

### 路線データ
- 起点：新潟県長岡市川口相川字天納（国道17号交点・天納バス停付近）
- 終点：新潟県長岡市川口字大島（国道17号交点・大島バス停付近）

## 地理

### 通過する自治体
- 新潟県長岡市

### 接続する道路
- 国道17号
- 農免農道牛ケ島線